# Dom Zapałkiewiczów w Częstochowie
Dom Zapałkiewiczów – zabytkowa, klasycystyczna kamienica w Częstochowie, w I Alei, zbudowana w 1871 roku.
Kamienicę wzniesiono w 1871 roku według projektu Aleksandra Lie dla Teofila Zapałkiewicza z przeznaczeniem na siedzibę teatru, jednak zaprojektowana sala miała złą akustykę. W 1908 roku uruchomiono w sali teatralnej kino, które od 1923 roku nosiło nazwę "Paryskie". W sali widowiskowej odbywały się także pokazy zapasów kobiet.
Po 1923 roku budynek stał się własnością Banku Związku Ziemian SA, po II wojnie światowej działały w nim Bank Rolny i Gminna Kasa Spółdzielcza, a obecnie giełdowy bank PKO BP.